# Освободительное движение Конго
Освободительное движение Конго (фр. Mouvement pour la Liberation du Congo — MLC) — повстанческая группировка, созданная на территории Демократической Республике Конго в годы Второй конголезской войны, а с 2003 года — политическая партия. Была создана осенью 1998 года при активном содействии Уганды и действовала в интересах этого государства. С момента основания её возглавляет бизнесмен регионального значения Жан-Пьер Бемба. Бемба выступал в качестве кандидата в президенты на первых послевоенных выборах, где занял второе место. Входит в коалицию «Ламука».

## Повстанческие годы
Во время войны группировка пользовалась поддержкой правительства Руанды и контролировала большую часть севера страны, в частности, Экваториальную провинцию. Штаб-квартира располагалась в городе Гбадолите. Во время войны эту группировку поддерживала в большей степени Уганда, в то время как конкурирующее Конголезское объединение за демократию поддержала Руанда.
Движение является главным подозреваемым в совершении Effacer le tableau, этнической чистки против пигмеев.
Было признано Международным уголовным судом (МУС) виновным в совершении военных преступлений во время боевых действий в Центральноафриканской Республике в период с 2002 по 2003 год после попытки государственного переворота генерала Франсуа Бозизе против правительства тогдашнего президента Анжа-Феликса Патассе. Движение, действовавшее на стороне президента, совершило многочисленные акты убийства, изнасилования, грабежа и пыток в ходе конфликта, пытаясь подавить попытку государственного переворота. Жан-Пьер-Бемба был арестован в 2008 году недалеко от Брюсселя и обвинён МУС по трём пунктам обвинения в преступлениях против человечности и пяти пунктам обвинения в военных преступлениях в соседней Центральноафриканской Республике в период с 2002 по 2003 год. Он был осуждён по двум пунктам обвинения в преступлениях против человечности и трём пунктам обвинения в военных преступлениях. Он был приговорён к 18 годам заключения за военные преступления, но 8 июня 2018 году апелляционный суд МУС полностью оправдал его.

## Интеграция и послевоенные события
В рамках межконголезского диалога бригадный генерал Малик Кижеге из MLC был назначен главой военной логистики, а генерал-майор Дьёдонне Амули Бахигва был назначен главой военно-морского флота. Два из десяти военных округов ДРК также были переданы MLC, и Бембе было разрешено назначать и увольнять министра иностранных дел ДРК.
Бемба, как кандидат от MLC, занял второе место на президентских выборах 2006 года, и партия получила 64 из 500 мест в парламенте — второе место среди всех политических партий. На выборах в Сенат 19 января 2007 г. партия получила 14 из 108 мест.
В марте 2007 года в Киншасе вспыхнули боевые действия между армией и охранниками Бембы (которые должны были быть интегрированы в армию). Армия одержала победу в бою, и Бемба укрылся в посольстве Южной Африки. 8 апреля ДОК опубликовала заявление, в котором говорится, что его штаб-квартира была оккупирована правительственными войсками после боевых действий, и что она подвергается преследованиям посредством произвольных арестов и запугиваний. 13 апреля партия приостановила своё участие в Национальном собрании (но не в Сенате) из-за того, что она назвала «атмосферой постоянной незащищённости». Это произошло вскоре после предполагаемого разграбления правительственными войсками дома члена парламента от ДОК. 21 апреля партии был разрешён доступ в ранее занимаемые здания в столице, которые были признаны разграбленными. 25 апреля партия прекратила бойкот Национального собрания после того, как Кабила согласился встретиться с представителями оппозиции.
После убийства Даниэля Ботети, члена MLC, который занимал пост вице-президента провинциальной ассамблеи Киншасы, ДОК объявила 6 июля 2008 г., что приостанавливает своё участие в Национальной ассамблее, Сенате и Собрание провинции Киншаса. ДОК прекратил бойкот через неделю.
На всеобщих выборах 2011 года MLC потеряла позицию второй по величине партии в парламенте и 42 места в нижней палате, закончив выборы пятой по величине партией в Национальном собрании.
25 августа 2018 года Независимая национальная избирательная комиссия (CENI) запретила Бембе баллотироваться на пост президента на всеобщих выборах 2018 года в результате продолжавшейся в то время апелляции в ICC по поводу обвинений в подделке свидетелей. В этих обвинениях утверждалось, что существовал заговор с целью повлиять на 14 свидетелей путём предоставления денег в качестве стимула для обеспечения ложных показаний в МУС во время первого судебного разбирательства по делу Бембы.
МУС предъявил обвинения самому Бембе, а также его бывшим адвокатам защиты Эме Килоло Мусамбе и Жан-Жаку Манженде Кабонго, потенциальному свидетелю защиты, который не давал показаний, Нарсису Аридо и заместителю генерального секретаря MLC Фиделе. Бабала Ванду. К 17 сентября все подсудимые были признаны виновными и получили следующие приговоры: штраф в размере 300 000 евро и 12 месяцев тюрьмы (Бемба); 2 года и 6 месяцев лишения свободы условно и штраф в размере 30 000 евро (Мусамба); 11 месяцев лишения свободы (Аридо); 6 месяцев лишения свободы (Бабала); 2 года лишения свободы условно (Мангенда). Тем не менее, из-за времени, ранее проведённого в заключении, Бемба, Бабала и Аридо не должны были отбывать наказание.
В результате снятия Бембы CENI, MLC и Бемба присоединились к альянсу «Ламука» 12 ноября, объединившись с Моисом Катумби из «Вместе за перемены», Адольфом Музито из «Нувель Элан» и Фредди Матунгулу из Конго На Бисо, чтобы участвовать во всеобщих выборах 2018 года под руководством совместный баннер с Мартином Фаюлу как их кандидатом на президентских выборах. MLC вместе с остальными членами альянса Ламука получили 111 мест в Национальной ассамблее на выборах, что сделало блок вторым по величине в Национальной ассамблее, а впоследствии альянс получил 6 мест в Сенате. На выборах в Сенат Демократической Республики Конго в 2019 г. Ведущему кандидату от альянса Фаюлу не удалось добиться поста президента, заняв второе место с 34,8 % голосов, уступив победителю Феликсу Чисекеди с 38,6 % голосов. 13 июня 2019 г. ДОК в составе альянса «Ламука» приостановила своё участие в парламенте, сославшись на решение Конституционного суда, признавшего недействительными победы 23 её кандидатов в 2018 г.